# Miquel Escudero i Clavaguera

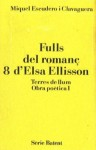
Fulls del romanç d'Elsa Ellisson (1982)

Miquel Escudero i Clavaguera (Reus, 7 de desembre de 1945-Reus, 2 de febrer de 1978) fou un poeta nascut i mort a Reus.

## Biografia
Fill únic d'uns comerciants de roba, va estudiar el batxillerat a l'institut de la ciutat. En l'adolescència patí una poliomielitis, i des de llavors durant tota la vida va patir de depressions. No va aprovar l'examen d'ingrés a la Universitat de Barcelona i va interrompre els estudis.
El seu pare era gitano, però aquest fet, que integrava la seva personalitat, no és determinant en la seva obra. Àvid lector, començà a escriure de jove. Els anys 60 va conèixer, a Salou, mossèn Ramon Muntanyola, biògraf del cardenal Vidal i Barraquer i poeta d'estil vagament noucentista, que influí en les seves primeres poesies.
El 1968 se'n va anar a Flandes en diversos viatges carregats de peripècies novel·lesques no exemptes de problemes, i a Lovaina va conèixer Elsa Ellisson, fet que seria decisiu en la seva vida: s'hi acabaria casant i la convertiria en l'eix dels Fulls del romanç d'Elsa Ellisson. La parella va tornar a Reus i s'hi van establir. El 1975 van tenir una filla.
El 1978, als trenta-dos anys, es va precipitar al carrer de casa seva estant, un setè pis. L'accident va ser fatal i va morir a l'acte.

## Obra
En vida va publicar escassament, més que res algunes poesies en la Revista del Centre de Lectura de Reus. Va guanyar alguns premis de poesia en certàmens menors, entre els quals destaca l'"Antoni Isern", el 1977 a Alcover, impulsat per Joan Cavallé i amb un jurat format per Xavier Amorós, Francesc Vallverdú i Jaume Vidal Alcover.
Els Fulls del romanç d'Elsa Ellisson són la culminació de la seva obra, amb una sorprenent originalitat, inèdita en la poesia catalana d'aleshores. Els versos d'Escudero amalgamen diverses influències, des de la Bíblia o els poetes maleïts de la colla modernista de Reus fins a Vargas Vila o el moviment contestatari del maig francès. Persona de temperament abrandat, es declarava de pensament anarquista, catalanista i republicà, i sovint se sentia atret per qüestions religioses. Els seus versos es caracteritzen pel discurs allargassat, de vegades desordenat, per les imatges abarrocades i pel to de franquesa, en què el tractament de l'erotisme permet comparar-lo a Catul o a Gabriel Ferrater.
El 1982, el també poeta Joan de la Rúbia va publicar i prologar pòstumament als Llibres del Mall els seus poemes més destacats en dos volums: Fulls del romanç d'Elsa Ellisson i Caravana. El 1985, l'Agrupació Cultural de Vila-seca i Salou va editar l'opuscle Miquel Escudero amb textos seus, en prosa i en vers.
El 2007, dintre l'obra Plou, però plou poc (inclosa després a l'Obra completa), Xavier Amorós en va publicar la biografia literària titulada "Poeta Miquel Escudero", imprescindible per a entendre la idiosincràsia del personatge. El 2015, gràcies a la consulta a l'arxiu de Joan de la Rúbia, Antoni Nomen ha aportat dades inèdites que permeten reconstruir l'etapa clau i la gènesi de l'obra de Miquel Escudero. Els versos més emblemàtics del poeta s'han llegit o escenificat sovint en diferents recitals.

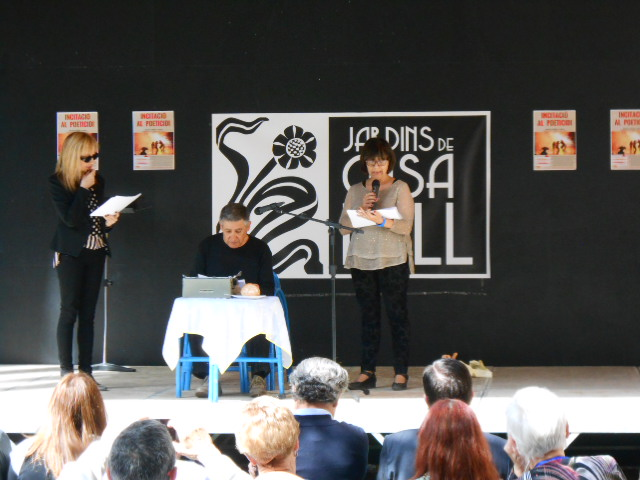
La companyia El trole escenificant poemes d'Escudero en el recital Incitació al poeticidi (Reus, 18.04.15)